# Повітрянодесантна бригада
Пові́трянодеса́нтна брига́да (також парашутнодесантна бригада або парашутна бригада) — основне оперативно-тактичне з'єднання повітрянодесантних військ або аеромобільних військ, яке призначене для виконання тактичних та оперативно-тактичних завдань самостійно або у складі угруповання повітрянодесантних військ у тісній взаємодії зі з'єднаннями, частинами і підрозділами Сухопутних військ, армійської авіації, інших родів військ і спеціальних військ в тилу противника, а також військовими формуваннями інших силових відомств в різних умовах.

## Історія створення

### Повітрянодесантні війська СРСР

#### Утворення перших бригад
5 січня 1932 року РВС СРСР ухвалив рішення сформувати в Ленінградському, Московському, Українському та Білоруському військових округах штатні авіамотодесантні загони. А вже 11 грудня 1932 року в місті Пушкіні (Царське Село) (Ленінградський військовий округ) розпочалося формування 3-ї авіадесантної бригади, згодом почався процес формування ще 4 перших авіадесантних бригад спеціального призначення. На відміну від попередніх десантних формувань, 3-тя авіаційно-десантна бригада стала новим типом повітрянодесантних з'єднань. Вона будувалася за принципом загальновійськового з'єднання і включала: парашутний і механізований батальйони, артилерійський дивізіон, авіаційні ескадрильї і підрозділи спеціальних військ. Командиром бригади призначений М. В. Бойцов. Пізніше (у 1935 р.), бригада стала іменуватися 3-тя авіаційна бригада особливого призначення імені С. М. Кірова.
Всього до кінця 1933 року в складі повітрянодесантних військ СРСР мав одну бригаду і 8 окремих батальйонів з загальною чисельністю особового складу до 8000 чоловік.
До літа 1938 року було затверджено рішення сформувати на базі наявних повітрянодесантних частин 6 однотипних окремих повітрянодесантних бригад:
- 201-ша опдбр ім. С. М. Кірова ЛЕНВО м. Пушкін
- 202-га опдбр м.Хабаровськ
- 204-та опдбр Київського військового округу м.Житомир
- 211-та опдбр Приморський край, н.п. Чернігівка
- 212-та опдбр Амурська область, н.п. Куйбишівка-Східна
- 214-та опдбр Білоруського військового округу м. Мар'їна Горка

Після переформовування всі повітрянодесантні бригади були передані в підпорядкування командування сухопутних військ.
Кожна повітрянодесантна бригада у штаті налічувала 1 689 чоловік особового складу і мала:
- — один парашутний батальйон;
- — один мотомеханізований батальйон;
- — артилерійський дивізіон

У 1939 році змінилася організаційно-штатна структура повітрянодесантних бригад. Вони стали складатися з трьох бойових груп: парашутної, планерної і посадочної.

#### Друга світова війна
17 вересня 1939 року Червона Армія вдерлася до Польщі. У цьому поході брали участь 201-ша, 204-та і 214-та повітрянодесантні бригади. Проте, в основному, бригади перекидалися наземним шляхами. Лише декілька розвідгруп було висаджене в польських тилах парашутним способом.
30 листопада 1939 року почалася радянсько-фінська війна, або так звана «Зимова війна». Підрозділи повітрянодесантних бригад (201-ша, 204-та, 214-та опдбр) спільно із стрілецькими частинами брали активну участь в наступальних операціях, не маючи при цьому великих успіхів через різні причини. Так, з 15 лютого по 12 березня 1940 року 201-ша повітрянодесантна бригада вела активну оборону комунікацій 15-ї армії, де підрозділи бригади проведено 37 зафронтових операцій в тилу фінських військ.
26 червня 1940 року СРСР під час Бесарабсько-Буковинського походу приймає рішення провести повітрянодесантну операцію силами повітрянодесантних військ 201-ша, 204-та і 214-та опдбр, а так само авіаційна група (4 полки ТБ-3) у складі 136 літаків.
Вранці 29 червня 1940 року 204-та опдбр провела десантування в районі міста Болград, а наступного дня частини 201-ї опдбр були десантовані в районі Ізмаїла.
23 квітня 1941 року вийшло цілком таємне Рішення ЦК ВКП(б) і СНК СРСР № 1112—459сс, яке затвердило наказ «Про нові формування в Червоній армії», де наказувалося сформувати до 1 червня 1941 року п'ять повітрянодесантних корпусів по три повітрянодесантні бригади в кожному. Загальна чисельність корпусу спочатку була визначена у 8 020 осіб. Типова організаційно-штатна структура бригад:
- — управління бригади;
- — 4 парашутно-десантних батальйони;
- — артилерійський дивізіон;
- — школа молодших командирів;
- — розвідувально-самокатна рота;
- — тил бригади

Чисельність бригади була визначена в 2588 чоловік. Кожен парашутно-десантний батальйон мав у своєму складі 546 чоловік.
При десантуванні два батальйони утворювали парашутну бойову групу, а два інших батальйони — планерну бойову групу. При цьому їхні окремі взводи також об'єднувалися попарно, формуючи роти: зв'язку, розвідувально-самокатну, кулеметну, мінометну і артилерійську батарею. Остання передавалася до складу посадочно-десантної бойової групи, разом з протитанковою батареєю та зенітно-кулеметною ротою бригади. Посадочно-десантна бойова група корпусу формувалася на базі корпусних артполку і танкового батальйону. Будучи розподіленої по бригадах, кожна така група мала у своєму складі артилерійський дивізіон (штатний дивізіон корпусного артполку плюс 45-мм гармати бригад і батальйонів), танкову роту (штатна рота корпусного танкового батальйону), мінометну роту і зенітно-кулеметну роту (обидві — бригадного підпорядкування).
Початковий період німецько-радянської війни характеризувався тим, що повітрянодесантні бригади у складі повітрянодесантних корпусів в основному вимушено використовувалися як звичайна піхота (усі корпуси, за рідкісним винятком).
Вперше повітрянодесантні бригади діяли за призначенням у масштабній Вяземській повітрянодесантній операції, яка була проведена радянськими військами в період з 18 січня по 28 червня 1942 року в ході Московської битви 1941—1942 рр. Головним завданням цієї операції визначалося сприяння військам Західного і Калінінського фронтів в оточенні і розгромі основних сил групи армій «Центр» у районі Ржев — Вязьма — Юхнов — Гжатськ. Проводилася за рішенням Ставки ВГК силами 4-го повітрянодесантного корпусу (8-ма, 9-та та 214-та пдбр), 201-ї повітрянодесантної бригади зі складу 5-го повітрянодесантного корпусу і 250-го окремого стрілецького полку.
Це був перший досвід проведення в ході війни повітрянодесантної операції такого масштабу. Внаслідок недоліків в організації і проведенні (різночасність застосування сил, відсутність чіткого управління в ході висадки десантів, розпилення сил в ході операції, нестача авіаційних засобів десантування) Вяземська повітрянодесантна операція не повністю досягла своєї мети. У травні 1942 року, у зв'язку з обстановкою, що склалася, Державний комітет оборони ухвалює рішення сформувати гвардійські стрілецькі дивізії на базі корпусів повітрянодесантних військ, й відповідно усі повітрянодесантні бригади СРСР були переформовані.
У 1943 році у зв'язку з проведенням стратегічної битви за Дніпро повітрянодесантні бригади були знов сформовані та включені до складу повітрянодесантних корпусів, які планувалося задіяти в ході повітрянодесантної операції за Дніпром.
План операції передбачав десантування 3-х повітрянодесантних бригад (1-ї, 3-ї та 5-ї повітрянодесантних бригад) в тиловій смузі німецьких військ за Дніпром з метою захоплення та утримання повітряним десантом важливого рубежу в районі Букринського плацдарму для продовження наступу радянських військ та не допущення прориву військ Вермахту до захоплених загальновійськовими з'єднаннями плацдармів.
Операція закінчилася повним крахом й заплановане завдання операції виконане не було. Радянські десантники втратили 3 500 чоловік загиблими та зниклими безвісти. А після поразки в цій повітрянодесантній операції, радянські повітрянодесантні бригади були незабаром переформовані на стрілецькі частини та вже ніколи не застосовувалися в повітряних десантах, й діяли лише, як звичайна піхота до кінця війни.

#### Післявоєнний час
У післявоєнний час Радянський Союз мав могутній компонент повітряного десанту, який включав велику кількість частин та з'єднань. Перед розвалом СРСР ПДВ мали наступні десантні бригади (формувалися і існували в різні часи):
- 11-та опдбр у Забайкальському військовому окрузі (Могоча і Амазар, Читинська область),
- 13-та опдбр у Далекосхідному військовому окрузі (Магдагачі і Завітинськ, Амурська область),
- 21-ша опдбр у Закавказькому військовому окрузі, (Кутаїсі, Грузія),
- 23-тя опдбр у Київському військовому окрузі (Кременчук, Україна),
- 35-та гв. одшбр у Західній групі військ, Котбус, Німеччина. В 1990 р. переведена з Котбусу (вже ФРН) до Капчагаю (Казахстан).
- 36-та одшбр у Ленінградському військовому окрузі (смт. Гарболово, Ленінградська область),
- 37-ма одшбр у Прибалтійському військовому окрузі (Черняховськ, Калінінградська область),
- 38-ма Віденська одшбр у Білоруському військовому окрузі (Берестя, Білорусь),
- 39-та одшбр в Прикарпатському військовому окрузі (Хирів, Львівська область, Україна), з другої половини 1991 р. бригада була перетворена на 224-й навчальний центр ПДВ.
- 40-ва одшбр в Одеському військовому окрузі (Миколаїв, Україна)
- 56-та гв. одшбр в Туркестанському військовому окрузі (Термез, Узбекистан), у 1980-89 рр. в Афганістані, після виводу з Афганістану (1989 р.) розташовувалася в Туркменістані (Йолотань).
- 57-ма одшбр в Середньоазіатському військовому окрузі (смт. Актогай, Казахстан), у 1990 виводиться з Актогая в Гергієвку (Семипалатинська область) і там розформована.
- 83-тя одшбр в Північній групі військ (Бялогард, Польща), з Польщі передислокувалася в 1990 р. в м. Уссурійськ (Приморський край).
- 100-та одшбр у Сибірському військовому окрузі (Абакан, Росія).

### Повітрянодесантні війська Німеччини
За станом на 1 червня 2013 року Збройні сили Федеративної Республіки Німеччини мають в складі Бундесверу одну дивізію спеціальних операцій (нім. Division Spezielle Operationen) та одну дивізію аеромобільних операцій (нім. Division Luftbewegliche Operationen), до складу яких входять аеромобільні бригади.

### Повітрянодесантні формування Великої Британії
За станом на 2013 рік Збройні сили Великої Британії мають одну — 16-ту десантно-штурмову бригаду в складі 5-ї дивізії Британської армії.

### Повітрянодесантні війська США
На 2013 рік у складі повітряно-десантних військ країни існує 2 бригади: 173-тя окрема повітряно-десантна бригада, що дислокується в Італії та 4-та повітряно-десантна бригада у складі 25-ї піхотної дивізії з пунктом постійної дислокації на Алясці.

### Повітрянодесантні війська Франції
За станом на 1 січня 2011 року Збройні сили Франції мають одну — 11-ту парашутну бригаду в складі сухопутних військ.

### Повітрянодесантні війська Японії
За станом на 1 січня 2010 Сили самооборони Японії мають одну повітрянодесантну бригаду.

### Повітрянодесантні війська Росії
У складі сучасних десантних військ Російської Федерації знаходиться 1 десантно-штурмова бригада: 31-ша гвардійська окрема ордена Кутузова 2 ступеня десантно-штурмова бригада (Ульяновськ).

### Повітрянодесантні війська Італії
За станом на 1 січня 2011 Збройні сили Італії мають одну парашутну бригаду «Фольгоре» у складі сухопутних військ.

### Повітрянодесантні війська інших країн
У складі армій багатьох країн є повітрянодесантні (парашутні, аеромобільні, особливого призначення, десантно-штурмові та тощо) бригади. Так, парашутні бригади мають збройні сили Аргентини, Білорусі, Ізраїлю, Іспанії, Казахстану, Мексики, Нідерландів, Румунії, Узбекистану тощо.